# Eruca marina
Eruca marina är en ringmaskart som beskrevs av Seba in Claparède 1868. Eruca marina ingår som enda art i släktet Eruca och familjen Arenicolidae. Inga underarter finns listade i Catalogue of Life.